# WrestleWar
WrestleWar era un evento di wrestling in pay-per-view organizzato dalla World Championship Wrestling (WCW) e tenuto nel mese di maggio nel 1989 e 1992, e in febbraio nel 1990 e 1991. Le prime due edizioni furono prodotte sotto l'egida della National Wrestling Alliance (NWA). 

## Date e luoghi di WrestleWar
| Evento            | Data             | Città                          | Luogo                              | Main Event |
| ----------------- | ---------------- | ------------------------------ | ---------------------------------- | --- |
| WrestleWar (1989) | 7 maggio 1989    | Nashville (Tennessee)          | Nashville Municipal Auditorium     | Ricky Steamboat (c) vs. Ric Flair per l'NWA World Heavyweight Championship |
| WrestleWar (1990) | 25 febbraio 1990 | Greensboro (Carolina del Nord) | Greensboro Coliseum                | Ric Flair (c) vs. Lex Luger per l'NWA World Heavyweight Championship |
| WrestleWar (1991) | 24 febbraio 1991 | Phoenix (Arizona)              | Arizona Veterans Memorial Coliseum | WarGames match: The Four Horsemen (Ric Flair, Barry Windham, Sid Vicious) & Larry Zbyszko vs. Sting, Brian Pillman, & The Steiner Brothers (Rick Steiner & Scott Steiner)                               |
| WrestleWar (1992) | 17 maggio 1992   | Jacksonville (Florida)         | Jacksonville Memorial Coliseum     | WarGames match: Sting's Squadron (Sting, Barry Windham, Dustin Rhodes, Ricky Steamboat & Nikita Koloff) vs. The Dangerous Alliance (Steve Austin, Rick Rude, Arn Anderson, Bobby Eaton & Larry Zbyszko) |